# Progestina

Progesterona.

Una progestina es un progestágeno sintético que tiene efectos progestínicos similares a la progesterona. Los dos usos más comunes de las progestinas son para la anticoncepción hormonal (ya sea sola o con un estrógeno), y para prevenir la hiperplasia endometrial de estrógenos sin oposición en terapia de sustitución hormonal. Las progestinas también son usadas para tratar la amenorrea secundaria, hemorragia uterina disfuncional, y endometriosis y como tratamiento paliativo de cáncer endometrial, carcinoma de células renales, cáncer de mama, y cáncer de próstata. Altas dosis de acetato de megesterol son usadas para tratar el desperdicio corporal asociado a la anorexia, caquexia, y SIDA. La progesterona (o algunas veces la progestina didrogesterona o caproato de 17-hidroxiprogesterona) es usada para el apoyo lúteo en protocolos FIV, cuestionablemente para el tratamiento de pérdida recurrente de embarazo, y para la prevención de parto prematuro en mujeres con una historia de al menos un parto prematuro espontáneo. Las progestinas también son usadas en la castración química judicial de agresores sexuales como también para el tratamiento de aquellos que sufren de parafilia.

## Historia
El reconocimiento de la capacidad de la progesterona para suprimir la ovulación durante el embarazo generó una búsqueda de una hormona similar que podría pasar por alto los problemas asociados con la administración de progesterona (baja biodisponibilidad cuando se administra por vía oral e irritación y dolor local cuando se administra continuamente por vía parenteral) y, al mismo tiempo, servir el propósito de controlar la ovulación. Las muchas hormonas sintéticas que resultaron se conocen como progestinas.
La primera progestina activa, etisterona (pregneninolona, 17α-etiniltestosterona), el análogo 17α-etinil de la testosterona, sintetizada en 1938 por Hans Herloff Inhoffen, Willy Logemann, Walter Hohlweg y Arthur Serini en Schering AG en Berlín, fue comercializada en Alemania en 1939 como Proluton C y por Schering en los Estados Unidos en 1945 como Pranone.
Una progestina activa por vía oral más potente, noretisterona (noretindrona, 19-nor-17α-etiniltestosterona), el análogo 19-nor de la etisterona, sintetizada en 1951 por Carl Djerassi, Luis Miramontes, y George Rosenkranz en Syntex en Ciudad de México, fue comercializada por Parke-Davis en los Estados Unidos en 1957 como Norlutin, y fue usada como la progestina en uno de los primeros anticonceptivos orales (Ortho-Novum, Norinyl, etc.) a principios de 1960.
El noretinodrel, un isómero de la noretisterona, fue sintetizado en 1952 por Frank B. Colton en G. D. Searle & Company en Skokie, Illinois y fue usado como la progestina en Enovid, comercializado en los Estados Unidos en 1957 y aprobado como el primer anticonceptivo oral en 1960.

## Ejemplos
Algunos ejemplos de progestinas que han sido usadas en anticonceptivos hormonales son noretinodrel (Envoid), noretindrona (muchas marcas comerciales, en especial Ortho-Novum y Ovcon), norgestimato (Ortho Tricyclen, Ortho-Cyclen), norgestrel, levonorgestrel (Alesse, Trivora-28, Plan B, Mirena), medroxiprogesterona (Provera, Depo-Provera), desogestrel, etonogestrel (Implanon), y drospirenona (Yasmin, Yasminelle, YAZ).
Algunas veces las progestinas se clasifican por generación:
- Primera (estrano): noretindrona, noretinodrel,[11] acetato de noretindrona, diacetato de etinodiol

- Segunda (gonano): levonorgestrel, noretisterona,[12] norgestrel

- Tercera (gonano): desogestrel, gestodeno, norgestimato, drospirenona[12]

- Cuarta: dienogest, drospirenona, nestorona, acetato de nomegestrol y trimegestona[13]

El tanaproget es una progestina no esteroidea.

## Métodos de anticoncepción basada en progestina
Se ha encontrado que el método más efectivo de anticoncepción hormonal es con una combinación de un estrógeno y una progestina. Esto se puede hacer de una manera monofásica, bifásica, o trifásica. En el método monofásico, ambos un estrógeno y una progestina son administrados por 20 o 21 días y luego se detienen por un periodo de 7 u 8 días que incluye el periodo menstrual de 5 días. A veces es usado un régimen de 28 días que incluye 6 o 7 tabletas inertes. Existen nuevos métodos bifásicos y trifásicos que simulan con mayor precisión el ciclo menstrual normal. Aún otro método consiste en administrar una pequeña dosis de progestina sola (sin estrógeno) con el fin de disminuir ciertos riesgos asociados con la administración de estrógenos, pero un importante efecto secundario es el sangrado irregular usualmente observado durante los primeros 18 meses del tratamiento.
Alternativamente, la progestina puede ser administrada por inyección intramuscular cada varios meses, por implantes o usada como un sistema intrauterino.